# Биоресурсы
Биоресурсы — количественные показатели состояния животного и растительного мира, для оценки которых используются понятия
биомасса и биопродуктивность. Состояние биоресурсов отражается в государственном документе — кадастр животного и растительного мира. Оценка биологических ресурсов обычно проводится через установленные таксы — стоимость одной особи или килограмма продукции.

## Нормативно-правовые документы
- Методика оценки вреда и исчисления размера ущерба от уничтожения объектов животного мира и нарушения их среды обитания (утв. Госкомэкологией РФ 28.04.2000).